# Джинчарадзе Реджеб Азабович
Реджеб Азабович Джинчарадзе (1911, село Махінджаурі, тепер Аджарія, Грузія — ?) — грузинський радянський діяч, голова Верховного суду Аджарської АРСР, в.о. секретаря ЦВК Аджарської АРСР. Депутат Верховної ради СРСР 1-го скликання.

## Життєпис
Народився в бідній селянській родині. З 1924 по 1928 рік навчався в Батумському педагогічному технікумі. Потім перейшов до субтропічного робітничого факультету, який закінчив у 1931 році.
З 1931 року навчався в Академії зв'язку в Москві, потім перейшов на навчання до московського Інституту радянського права. Після здобуття вищої освіти повернувся до Аджарської АРСР.
Член ВКП(б).
У 1937 році — голова Верховного суду Аджарської АРСР. Був головою на процесі над «контрреволюційною терористичною і шпигунською організацією в Аджарії».
У 1937—1938 роках — в.о. секретаря Центрального виконавчого комітету (ЦВК) Аджарської АРСР.
На 1944—1945 роки — народний комісар юстиції Аджарської АРСР.
Подальша доля невідома.

## Нагороди
- орден «Знак Пошани» (26.03.1945)